# St-Julien-Ste-Basilisse (Magrie)

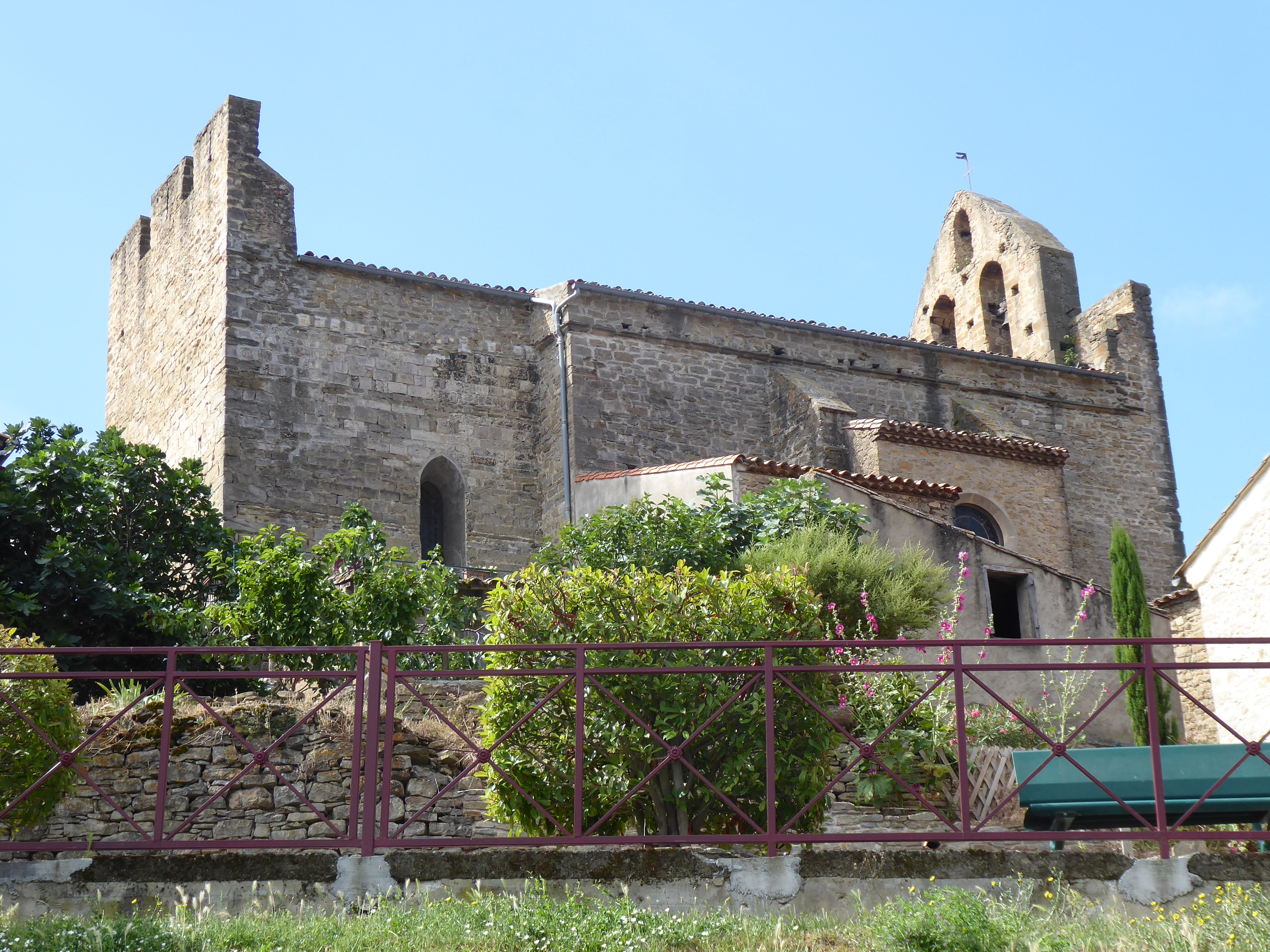
Kirche St-Julien-Ste-Basilisse

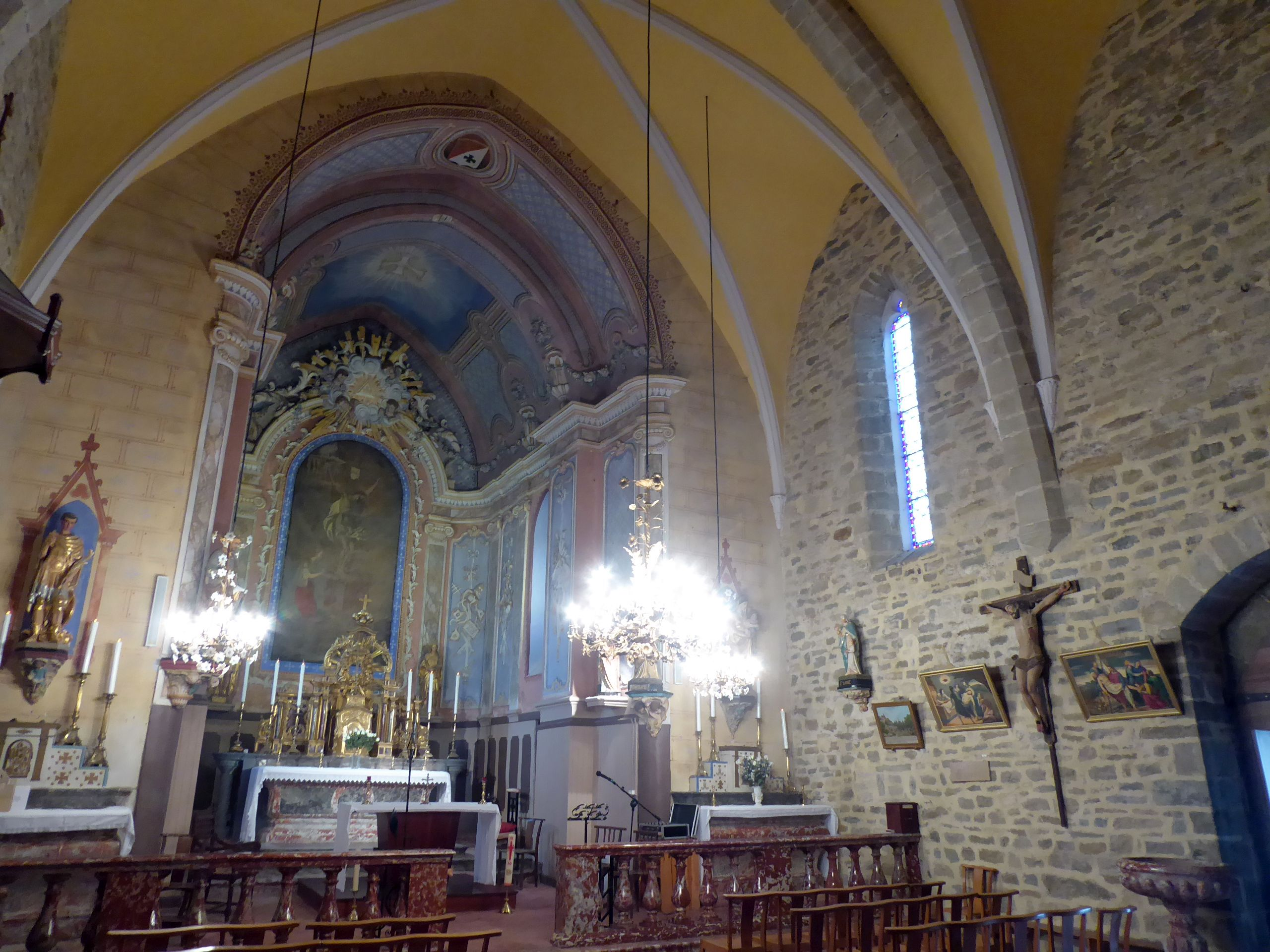
Blick durch das Langhaus

St-Julien-Ste-Basilisse ist eine römisch-katholische Pfarrkirche in Magrie im  Département Aude in Frankreich. 

## Geschichte
Die den heiligen Julian und Basilissa gewidmete Pfarrkirche geht im Kern vermutlich auf ein Bauwerk aus dem 11. Jahrhundert zurück. Die erste schriftliche Erwähnung Magries erfolgte im Jahr 1036, die der Kirche sogar erst 1162. 1174 wurde das Gotteshaus durch Pons d’Arce, Erzbischof von Narbonne, dem Johanniterorden übergeben.
Die heutige Kirche entstand in ihrer wehrhaften Form um 1300. Dem einschiffigen Langhaus schließt sich ein gerade geschlossener Chorraum an. Über der gänzlich ungegliederten Westwand erhebt sich ein für die Region typischer Glockengiebel. Die Zinnen über der Chorostwand wurden wahrscheinlich erst im 19. Jahrhundert aufgemauert. Die Innenausstattung wurde durch Komturen des Ordens in Auftrag gegeben, darunter drei Marmoraltäre. Das Altarbild das Hauptaltars entstand 1680. Im Zuge der Französischen Revolution musste der Orden die Kirche aufgeben. Im Rahmen mehrerer Renovierungen im 19. Jahrhundert wurden die Taufkapelle und die Sakristei hinzugefügt, außerdem wurden die neogotischen Kreuzrippengewölbe eingezogen.

## Ausstattung
Die Ausstattung des Altarraumes ist als Gesamtensemble mit der Chorschranke, zwei Nebenaltären, dem Hauptaltar mit Tabernakel sowie das Altarbild, ein Gemälde Christus am Kreuz mit Maria Magdalena zu seinen Füßen darstellend, als Monument historique eingestuft. Als Einzelobjekte denkmalgeschützt sind ein Kreuz und die sechs Leuchter des Hauptaltars, das Taufbecken, sowie Kelch und Patene aus dem 18. Jahrhundert.